# خط التأخير ثنائي الإتجاه
في الرياضيات، خط التأخير (الإعاقة) ثنائي الإتجاه هو نظام تحليل عددي يستخدم في المحاكاة بالحاسوب لحل المعادلات التفاضلية العادية عن طريق تحويلهم لمعادلات زائدية .
- وفي هذا الإتجاه يتم الحصول على خطة حل واضحة بخصائص عددية سليمة وقوية. ولقد قدمها العالم اوسلندر عام 1968.
- انها تنشئ من محاكاة خطوط الأنابيب المائية حيث يدرس انتشار الموجات وتقدمها.
- ولقد وجد بعد ذلك أنه يمكن استخدامه كنظام عددى كفء لعزل الأجزاء المختلفة لنظام المحاكاة عدديا في كل خطوة.
- لقد استخدم في نظام محاكاة السوائل (بيتر كروس عام 1990 ).
- لقد عرف أيضا بنموذج خط النقل (TLM) بواسطة جونز و اوبريان عام 1980. وذلك يمتد أيضا إلى المعادلات التفاضلية الجزئية.